# Петар Бенчина
Петар Бенчина (Београд, 7. децембар 1984) српски je глумац.

## Биографија
Петар Бенчина рођен је 7. децембра 1984. године у Београду. Дипломирао је глуму 2008. године на Факултету драмских уметности у Београду у класи професора Драгана Петровића Пелета. Стални је члан Београдског драмског позоришта од 2010. године. Добитник је Награде Београдског драмског позоришта за вишегодишњи допринос БДП-у и позоришном животу Србије „Татјана Лукјанова“ 2012. године. Бавио се и синхронизацијом анимираних и играних филмова и серија на српски језик, за студије Лаудворкс, Блу хаус и Ливада Београд.
Од 18. јуна 2016. године, у браку је са глумицом Тамаром Драгичевић, са којом има ћерку Сташу и сина Лазара.

## Филмографија
| Год.       | Назив                      | Улога                      |
| ---------- | -------------------------- | -------------------------- |
| 2007.      | Пасуљ                      | Снајпериста                |
| 2008.      | Маша                       | Школски друг               |
| 2008.      | Последња аудијенција       | Секретар анкетног одбора   |
| 2008.      | Заустави време             | Борис Крстић               |
| 2008—2009. | Горки плодови              | Деки                       |
| 2009.      | Оно као љубав              | Иван                       |
| 2011.      | Мирис кише на Балкану      | Петар Кораћ                |
| 2011.      | У мраку                    | Комшија                    |
| 2011.      | Игра истине                | Неша                       |
| 2012.      | Војна академија            | Буква                      |
| 2014.      | Одељење                    |                            |
| 2014.      |                            | Руски насилник у КГБ клубу |
| 2015.      | Хоћу кусур, нећу жваку     |                            |
| 2015.      | Озоне                      |                            |
| 2015—2018. | Комшије                    | Чомбе                      |
| 2015.      | Рођендан господина Нушића  | Келнер                     |
| 2017.      |                            | Урош Предић                |
| 2017—2019. | Пси лају, ветар носи       | Адвокат Ушке               |
| 2018—2019. | Погрешан човек             | Михајло Црнковић           |
| 2018—2019. | Жигосани у рекету          | градоначелник Београда     |
| 2020.      | Мама и тата се играју рата | шанкер                     |
| 2020.      | Случај породице Бошковић   | кум Бошко                  |
| 2020.      | Клан (ТВ серија)           | Тигар                      |
| 2021.      | Тома                       | др Алекса Хаџипоповић      |
| 2020—2022. | Државни службеник          | Небојша                    |
| 2023.      | Тома (ТВ серија)           | др Алекса Хаџипоповић      |
| 2024.      | V eфекат                   | Љуба Давидовић             |
| 2024.      | Воља синовљева             |                            |
| 2024.      | Златни рез 42              |                            |
| 2024.      | Дјеца Козаре               |                            |
| 2026.      | Сенке над Балканом         | Дида Де Мајо               |

## Синхронизације
| Година     | Назив                        | Улога                  |
| ---------- | ---------------------------- | ---------------------- |
| 2011−2013. | Лего Нинџаго (сезоне 1-2)    | Зејн, Лорд Гармадон    |
| 2012−2015. | Миа и ја (сезоне 1-2)        | Краљ Рејнор            |
| 2012−2013. | Бејблејд: Метал сага         | Кјоја Татегами, Чаошин |
| 2012.      | Болтс и Блип                 | Тигар Џексон           |
| 2012.      | Ловци на змајеве (Лаудворкс) | Лиан-Чу                |
| 2012.      | Школа за вампире (Лаудворкс) | Гроф Грозоморни        |
| 2017.      | Лепотица и Звер              | Звер (дијалози)        |
| 2022.      | Баз Светлосни                | Баз Светлосни          |

## Позориште
- „Делиријум тременс” (2005)
- „Мала трилогија смрти” (2005)
- „Блискост” (2007)
- „Лака коњица” (2007)
- „Млеко” (2008)
- „Романса” (2008)
- „Харолд и Мод” (2010)
- „Као кроз стакло” (2011)
- „Све о мојој мајци” (2011)
- „Дневна заповест” (2011)
- „Смрт трговачког путника” (2012)
- „Кад су цветале тикве” (2014)
- „Палилулски роман” (2015)
- „Тероризам” (2016)
- „Црна кутија” (2017)